# Azoyú (kommun)
Azoyú är en kommun i Mexiko.   Den ligger i delstaten Guerrero, i den sydöstra delen av landet, 300 km söder om huvudstaden Mexico City. Antalet invånare är 13 448. Arean är 785 kvadratkilometer.
Terrängen i Azoyú är kuperad åt nordväst, men åt sydost är den platt.
Följande samhällen finns i Azoyú:
- Azoyú
- Huehuetán
- San Isidro el Puente
- Tenango
- Zapotitlán de la Fuente
- Maxmadi
- El Macahuite
- Talapilla
- La Pelota
- El Carrizo
- El Capulín
- Banco de Oro
- Los Chegües
- El Arenal
- Los Metates